# Tareasplus
Tareasplus.com es un marketplace de cursos en video enfocado en el mercado hispano parlante. Tareasplus sirve como una plataforma de distribución para que autores y expertos compartan sus conocimientos mediante cursos de pago o gratuitos en diversas disciplinas que van desde las matemáticas hasta la programación.  Fundada en el 2012 en San Francisco, California por el matemático Roberto Carlos y el emprendedor Hernán Jaramillo, es conocida como uno de los más amplios MOOC del mercado en español y hace parte de las startups en Latinoamérica que actualmente están transformando la educación.

## Historia
Tareasplus tuvo sus comienzos como un canal en Youtube en el cual se encargaban de explicar mediante video tutoriales de 5 a 7 minutos los problemas más comunes de las matemáticas.  Al llegar a unos 500,000 visitas mensuales sus creadores se trasladaron para San Francisco donde consiguieron capital de riesgo para dar nacimiento al portal de Tareasplus. En su primera ronda de financiación recibieron USD$850,000 por parte de Academic Partnerships.

## Acerca de Tareasplus
Tareasplus es una plataforma donde diversos autores en diferentes áreas del conocimiento pueden subir cursos en video.  Los cursos pueden ser gratuitos o de pago, en el caso de ser de pago entonces estos reciben una comisión por la venta.  Usualmente los cursos oscilan entre los USD$9-150 y su precio depende del valor que su autor fije. Aunque los cursos de Tareasplus no están acreditados si ofrecen certificados de cumplimiento los cuales pueden ser compartidos en redes sociales como Linkedin

## Innovación
Tareasplus es reconocida como una de las startups líderes de emprendimiento en Colombia ya que hace parte del eje de innovación situado en Medellín. Con su tecnología para distribuir contenidos de la manera más eficiente es catalogada como una de los 5 empresas más importantes de "edtech" en Latinoamérica.